# 金吉鱸屬
金吉鱸屬，是條鰭魚綱鱸形目鱸科下的一個屬。

## 分類
本屬屬於梭吻鱸亞科，目前有4個被認可的種：
- 金吉鱸 Zingel asper (Linnaeus, 1758)
- 巴爾幹金吉鱸 Zingel balcanicus (Karaman, 1937)
- 大斑金吉鱸 Zingel streber (Siebold, 1863)
- 斑尾金吉鱸 Zingel zingel (Linnaeus, 1766)